# Helge Korhonen
Helge Ensio Korhonen (Helsinki, 1924.) je bivši finski hokejaš na travi i rukometaš.
Na hokejaškom turniru na Olimpijskim igrama 1952. u Helsinkiju je igrao za Finsku, koja je ispala u četvrtzavršnici.